# Chris Armstrong (Fußballspieler, 1971)
Christopher Peter Armstrong (* 19. Juni 1971 in Newcastle upon Tyne) ist ein ehemaliger englischer Fußballspieler. Der Stürmer spielte zuletzt beim AFC Wrexham.
Er begann seine Karriere 1989 in Wrexham in der vierten Division. 1991 wechselte er zum FC Millwall in die zweite Division und 1992 zu Crystal Palace in die Premier League. Er war mit 23 Toren bester Schütze von Crystal Palace, trotzdem stieg der Klub ab. Im nächsten Jahr gelang aber der direkte Wiederaufstieg. Im März 1995 war sein Dopingtest positiv auf Cannabis und er wurde für vier Spiele gesperrt.
Am Ende der Saison ging er zu Tottenham Hotspur. Mit dem Klub gewann er 1999, gemeinsam mit dem deutschen Mannschaftskamerad Steffen Freund, den League Cup. 2002/03 stand er bei den Bolton Wanderers unter Vertrag, hatte aber keine Einsätze. 2003 wechselte er zu seinem alten Klub nach Wrexham, wo er 2005 seine Karriere beendete.